# 甲斐バンド
甲斐バンド（かいバンド）は、日本のロックバンド。1974年、シングル『バス通り』でデビュー。1986年に解散。1996年に期間限定で再結成。さらに1999年、活動を再開する。2007年12月12日、紙ジャケット仕様CDでのアルバム復刻とベスト・アルバムの発売を記念して、一夜限りのプレミアム・ライブが行われた。

## メンバー
| 名前                           | 生年月日              | 出身地       | 担当                     |
| ------------------------------ | --------------------- | ------------ | ------------------------ |
| 甲斐よしひろ （かい よしひろ） | 1953年4月7日（72歳）  | 福岡県福岡市 | ボーカル ギター          |
| 松藤英男 （まつふじ ひでお）   | 1954年4月19日（71歳） | 福岡県       | ドラムス ボーカル ギター |
| 田中一郎 （たなか いちろう）   | 1954年12月8日（70歳） | 福岡県福岡市 | ギター                   |

### 旧メンバー
| 名前                           | 生年月日                              | 出身地       | 担当   |
| ------------------------------ | ------------------------------------- | ------------ | ------ |
| 長岡和弘 （ながおか かずひろ） | 1951年10月6日（73歳）                 | 長崎県大村市 | ベース |
| 大森信和 （おおもり のぶかず） | 1951年9月3日 - 2004年7月5日（52歳没） | 熊本県人吉市 | ギター |

### サポートメンバー
※ここでは80年代以降、再結成や活動再開時、常に参加しているメンバーを記す。
| 名前                       | 生年月日              | 出身地 | 担当           |
| -------------------------- | --------------------- | ------ | -------------- |
| 佐藤英二 （さとう えいじ） | 1954年2月21日（71歳） |        | ギター         |
| Mac清水 （マック しみず）  | 1956年4月30日（69歳） |        | パーカッション |
| 鈴木明男 (すずき あきお)   | 1952年6月10日（73歳） | 静岡   | サックス       |
| 岡沢茂 (おかざわ しげる)   | 1957年2月18日（68歳） | 東京   | ベース         |

### メンバーの変遷
| 期間                                   | 作品期間 | メンバー     | 担当     | 担当   | 担当     | 担当   |
| 期間                                   | 作品期間 | メンバー     | ボーカル | ギター | ドラムス | ベース |
| -------------------------------------- | --- | ------------ | -------- | ------ | -------- | ------ |
| 1974年 - 1979年                        | デビューシングル「バス通り」 - アルバム『マイ・ジェネレーション』                                                                                                 | 甲斐よしひろ | 〇       | ―      | ―        | ―      |
| 1974年 - 1979年                        | デビューシングル「バス通り」 - アルバム『マイ・ジェネレーション』                                                                                                 | 大森信和     | ―        | 〇     | ―        | ―      |
| 1974年 - 1979年                        | デビューシングル「バス通り」 - アルバム『マイ・ジェネレーション』                                                                                                 | 松藤英男     | ―        | ―      | 〇       | ―      |
| 1974年 - 1979年                        | デビューシングル「バス通り」 - アルバム『マイ・ジェネレーション』                                                                                                 | 長岡和弘     | ―        | ―      | ―        | 〇     |
| 1980年 - 1983年                        | シングル「ビューティフル・エネルギー」 - ライブアルバム『THE BIG GIG』                                                                                            | 甲斐よしひろ | 〇       | ―      | ―        | ―      |
| 1980年 - 1983年                        | シングル「ビューティフル・エネルギー」 - ライブアルバム『THE BIG GIG』                                                                                            | 大森信和     | ―        | 〇     | ―        | ―      |
| 1980年 - 1983年                        | シングル「ビューティフル・エネルギー」 - ライブアルバム『THE BIG GIG』                                                                                            | 松藤英男     | 〇       | ―      | 〇       | ―      |
| 1984年 - 1986年 1996年 1999年 - 2001年 | シングル「フェアリー（完全犯罪）」 - ライブアルバム『シークレット・ギグ』 シングル「ティーンエイジ・ラスト」 シングル「トレーラー・ハウスで」- アルバム『夏の轍』 | 甲斐よしひろ | 〇       | ―      | ―        | ―      |
| 1984年 - 1986年 1996年 1999年 - 2001年 | シングル「フェアリー（完全犯罪）」 - ライブアルバム『シークレット・ギグ』 シングル「ティーンエイジ・ラスト」 シングル「トレーラー・ハウスで」- アルバム『夏の轍』 | 大森信和     | ―        | 〇     | ―        | ―      |
| 1984年 - 1986年 1996年 1999年 - 2001年 | シングル「フェアリー（完全犯罪）」 - ライブアルバム『シークレット・ギグ』 シングル「ティーンエイジ・ラスト」 シングル「トレーラー・ハウスで」- アルバム『夏の轍』 | 松藤英男     | 〇       | ―      | 〇       | ―      |
| 1984年 - 1986年 1996年 1999年 - 2001年 | シングル「フェアリー（完全犯罪）」 - ライブアルバム『シークレット・ギグ』 シングル「ティーンエイジ・ラスト」 シングル「トレーラー・ハウスで」- アルバム『夏の轍』 | 田中一郎     | 〇       | 〇     | ―        | ―      |
| 2007年 -                               | アルバム『目線を上げろ』 - | 甲斐よしひろ | 〇       | ―      | ―        | ―      |
| 2007年 -                               | アルバム『目線を上げろ』 - | 松藤英男     | ―        | 〇     | 〇       | ―      |
| 2007年 -                               | アルバム『目線を上げろ』 - | 田中一郎     | ―        | 〇     | ―        | ―      |

## 略歴

### デビュー〜解散
- 1974年
  - 5月、甲斐よしひろ、大森信和、長岡和弘、松藤英男の4人で甲斐バンドを結成。『甲斐バンド』というバンド名は、元々仮名でありいくつか候補があったが、しっくりくるものが無く仮名のままデビューとなった[2]。
  - 8月31日、アマチュア時代最後の「甲斐バンド出発（たびだち）コンサート」を、福岡電気ホールにて開催（約2000人動員）。
  - 11月4日、シングル『バス通り』でデビュー（キャッチフレーズは“九州最後のスーパー・スター”）。
  - 12月3日、神田共立講堂でデビューコンサート。前座ゲストのチューリップのステージ終了と共に、客がゾロゾロ席を立つという「屈辱」のコンサートとなる。
- 1975年
  - 6月5日、2枚目のシングル『裏切りの街角』をリリース。12月までに75万枚を売るロングセラー・セールスとなる。
  - 12月、第8回日本有線大賞優秀新人賞受賞。この時の他の受賞者は細川たかし〈最優秀新人賞〉、岩崎宏美、太田裕美、小川順子
- 1977年
  - 4月、佐藤剛が、マネージャーとなる。佐藤は以後のバンドの方向性に大きな影響を与えた。
  - 12月4日、中野サンプラザでのコンサートがライブ収録され、翌年3月5日に、初ライブアルバム「サーカス&サーカス」として発売。
- 1978年
  - 7月23日、日比谷野外音楽堂でのコンサート。初めて照明にミラーボールが登場（曲は「LADY」）。
- 1979年
  - 2月26日、『HERO（ヒーローになる時、それは今）』で、SEIKOの腕時計のCMのタイアップもあり、爆発的に知名度を広げ、初のチャート1位を獲得（オリコン）。
  - 3月5日、初めてのベスト・アルバム「甲斐バンド・ストーリー」発売。リリース翌週にチャート1位を記録（オリコン）。
  - 3月15日、TBS-TV 「ザ・ベストテン」出演（ランキング3位）。NHK-FMの自分の番組の公開録音スタジオからの生中継、司会者（黒柳徹子、久米宏）と話をしない、などの条件を付けた。
  - 9月24日、ロックバンドとして初めてNHKホールでコンサートを開催。その模様がNHK-TVの「ヤング・ミュージック・ショー」にて放映される。
  - 10月5日、シングル『安奈』発売。チャート最高位4位を記録、『HERO』に次ぐ大ヒットとなる。
  - 12月12日、甲斐よしひろのラジオ番組『サウンド・ストリート』にて、ベースの長岡和弘の脱退が発表される。
  - 12月21 - 22日、日本武道館にて2日間連続公演。1979年から1985年まで武道館での2daysコンサートが、年末の恒例イベントとなる。なお、この年85回のコンサートを行ない、20万人を動員。1982年まで動員数No.1バンドとなる。
- 1980年
  - 3月20日、ドラムスの松藤英男がリードボーカルのシングル『ビューティフル・エネルギー』発売。カネボウ化粧品のCMに使用され、ヒット曲となる。
  - 4月12日、この日より半年間のテレビドラマ「学園危機一髪」の主題歌として、『漂泊者（アウトロー）』が流れる。
  - 7月1日、横浜文化体育館で、初めてのスタジアム・コンサートを決行。これ以降、同年12月、82年12月、83年12月、84年12月と大都市でのスタジアム・ツアーを開催する。
  - 8月10日、箱根芦ノ湖畔（箱根ピクニックガーデン）で初の野外イベント『100万$ナイトin箱根』を開催。24,000人を動員する。
- 1981年
  - 2月7日、前年12月9日の日本武道館ライブが、NHK-TV「ヤング・ミュージック・ショー」で放映。甲斐よしひろが楽屋で「ジョン・レノン殺害」の新聞を破り、「逝ってしまったジョン・レノンの為に…」と『100万$ナイト』を熱唱した名場面がオンエアーされる。
  - 8月、所属事務所シンコーミュージックより独立。マネージャーの佐藤剛と共に（株）ビートニク（BEATNIK）設立。
  - 9月13日、『KAI BAND SPECIAL LIVE 1981』として、大阪の花園ラグビー場での野外イベントで22,000人を動員。2曲目の『翼あるもの』のイントロとともに、1万人以上の観客がステージに殺到し、演奏を中断するというハプニングが起きる。
  - 11月15日、3年間のコンサートツアー及びプライベートを収めた写真集『1982：BEATNIK』が小学館より発売。
- 1982年
  - 2月7日 - 12日、ニューヨーク3部作の第1弾のアルバム『虜-TORIKO-』のミックスダウンが、パワー・ステーションにて行われる。ミキサーはボブ・クリアマウンテン（Bob Clearmountain）。
  - 6月17日、品川プリンスホテル・ゴールドホールにおいて、観客席は椅子なしで6000人のスタンディングという日本初のスタイルで、コンサート開催。
  - 12月2日、日本武道館でのコンサートのMCにて「いいモノを創る時間をくれよ…」と、翌年のライブ日程が白紙である事を告げる。
- 1983年
  - 5月、新アルバム『GOLD/黄金』のトラックダウンのため、ニューヨークへ渡航。
  - 8月7日、当時の西新宿の高層ビル街で、大規模な野外イベント『THE BIG GIG』を開催。外野を含め、3万人近い観客を集める。この日の模様はアルバム・ビデオ・TV放送・FM放送など、様々なメディアで再現された。
- 1984年
  - 6月、ギタリストとして、田中一郎が加入。
  - 7月、甲斐よしひろが、新シングル『フェアリー（完全犯罪）』のプロモーションビデオ撮影中に負傷のため、緊急入院。5か所のコンサートが延期される。
  - 11月、ニューヨーク3部作完結作『ラヴ・マイナス・ゼロ』ミックスダウンのため、再度ニューヨークへ。
- 1985年
  - 3月1日、アルバム『ラヴ・マイナス・ゼロ』を1年8か月ぶりに発表。1か月以上に及ぶ、同アルバムのプロモーション・ツアーも同日、新潟県民会館よりスタートする（13か所17公演）。
  - 3月31日 - 4月1日、両国“新”国技館のこけら落としとして『BEATNIK TOUR in 両国国技館』を開催。
- 1986年
  - 3月3日、甲斐バンド解散を発表。
  - 3月14日、ファイナル・コンサート・ツアー『PARTY』を開始（全国50ケ所）。
  - 5月28日、フジテレビの「夜のヒットスタジオ・DELUXE」に生出演。別スタジオでの特別ゲストとして、『BLUE LETTER』、『漂泊者（アウトロー）』の2曲を披露。
  - 5月29日、フジテレビ系列にて、デビューから解散までの12年間の映像ドキュメンタリー番組「甲斐バンド 十二年戦争-栄光の軌跡-」、放送。
  - 6月23日 - 27日、『PARTY』ツアーファイナル。ラストライブを日本武道館で5日間開催。
  - 6月29日、横浜・黒澤フィルムスタジオにて開催された、1500人限定（ちなみにチケットの応募が20万通あった）の正装・フリードリンク付き・オールスタンディングのシークレット・ギグを最後に、甲斐バンド解散[3]。甲斐はソロ歌手として活動を開始。
  - 8月6日、ツアーファイナルのダイジェスト番組「甲斐バンド　LIVE AT 武道館-完結編」、フジテレビ系列で放送。
  - 12月、解散ツアーの映像を中心に制作されたドキュメンタリー映画『THE KAI BAND MOVIE HERE WE COME THE 4 SOUNDS』が、全国で上映。

### 期間限定の復活と再始動
- 1996年
  - 10年ぶりに期間限定で再結成。
  - 7月24日、セルフリメイク・アルバム『Big Night』の発表。
  - 8月 - 10月、リメイクアルバムと同名のコンサートツアーを開催（5会場6公演でのべ2万7000人を動員）、ツアーファイナルは10月12日、日本武道館。福岡・天神でストリートライブも行われた。
  - 9月19日、期間限定復活の締めくくりとして、10年ぶりの新曲『ティーンエイジ・ラスト』をリリース。
- 1998年
  - 2月27日、福岡サンパレスにおいて一夜限りのライブ、『ONLY ONE NIGHT』（アマチュア時代の甲斐を見い出した、KBCの岸川均の引退記念としての「KBC九州朝日放送45周年記念“伝説ライブ”」の一環）を開催。
- 1999年
  - 11月13日、新高輪プリンスホテル 大宴会場 「飛天」にて開催された『Golden Thunder Review Standing in 飛天』から活動を再開させる。
  - 12月10日、3年ぶりのシングル『トレーラー・ハウスで』をイーストウェスト・ジャパンより発表。
- 2001年
  - 6月6日、15年ぶりのオリジナル・アルバム『夏の轍』を発表、同月から全国ツアー『KAI BAND BEATNIK TOUR 2001 Do you beat?』（追加公演を含む全11公演）を開催。
  - 8月25日、「サウンドコニファー229」にHOUND DOG、CHAGE and ASKAと共に出演。トリを飾り、甲斐バンドの12曲目、アンコールの『HERO』で、大友康平、CHAGE、ASKAと共演した。

### 活動休止〜一夜限りの復活と大規模ツアー
- 2004年
  - 7月5日、ギタリストの大森が死去。
- 2005年
  - 6月1日、初のボックスセット『熱狂/ステージ』がユーキャンより発売。バンドの6大イベントを収めた10枚組のライヴCD。
- 2007年
  - 12月12日、旧東芝EMIより発売されたアルバム17タイトル[注 3]が紙ジャケット・リマスター盤CDにて発売。また、ベスト盤『甲斐バンド・ストーリーII 』も同時リリース。発売日当日、品川プリンス・ステラボールにてスペシャルライヴ『甲斐バンド 2007 ONE NIGHT STAND』を開催。一夜限りの復活を遂げる[注 4]。
- 2008年
  - 全国ツアー『甲斐バンド BEATNIK TOUR 08-09  THE ONE NIGHT STAND』（追加公演を含む全23公演）を開催。翌年2月7日のツアーファイナルは、甲斐バンドとしては約13年ぶりとなる日本武道館で行われた。武道館の翌日、当日の音源が着うた・着うたフルで配信された。

### デビュー35周年〜甲斐の60歳
- 2009年
  - 7月、甲斐よしひろと甲斐バンドのデビュー35周年を機に、活動の再開を発表。
  - 10月21日、8年ぶりのオリジナル・アルバム『目線を上げろ』を古巣EMIミュージックジャパンより発表。同月から翌年2月まで『KAI 35th Anniversary KAI BAND NEVER END TOUR』（追加公演を含む全24公演）を開催。
  - 12月9日、初のバラードベスト『ロッカ・バラード』を発表し、発売日にJR新橋駅SL広場前にて、1996年の再結成時に福岡・天神で行われて以来、13年ぶりにストリートライブを行う。
- 2010年
  - 2月27日、『NEVER END TOUR』最終公演、東京厚生年金会館2Days初日にサプライズ・ゲストとして、甲斐名都が出演。父娘ステージ初共演を果たす（共演曲は「恋のバカンス」と「ラン・フリー(スワン・ダンスを君と)」）。
  - 4月9日 - 11日、福岡のライブ喫茶照和にて『甲斐バンド Live at the 照和』を開催。当初は、10日・11日の2Days3公演の予定だったが、エントリーが多数寄せられたため急遽2公演追加された。参加者限定特典として、当日のライヴ音源CD（KAIC-6：セレクトされた3曲『三つ数えろ』・『地下室のメロディー』・『バス通り』）がプレゼント（後日郵送）された。また当日の音源が着うた・着うたフルで配信された。
  - 10月1日、4月の照和にて開催されたライブ『甲斐バンド Live at the 照和』を映画化した『照和 My Little Town / KAI BAND』が12月18日の全国ロードショーに向けて、福岡の『ソラリアシネマ（現・TOHOシネマズ天神ソラリア館）』にて1週間先行ロードショーされた。先行ロードショー初日上映後には、甲斐よしひろが舞台挨拶に訪れ、サプライズとして『HERO（ヒーローになる時、それは今）』をアコースティック・ヴァージョンにてギター一本で披露。高校時代の後輩・中野茂樹（元ノーマン・ホイット・フィールド）がブルースハープで参加。その音源が11月、Amazon.co.jp限定でMP3配信された。
  - 12月18日、映画『照和 My Little Town / KAI BAND』全国ロードショー。公開初日、シネセゾン渋谷にて甲斐バンド（甲斐・田中）と監督のフカツマサカズ、映画の中で語りを担当している大森南朋が舞台挨拶を行った。
- 2011年
  - 1月21日 - 23日の3日間・4公演の日程で、Mt.RAINIER HALL SHIBUYA PLEASURE PLEASUREにて『甲斐バンド LIVE at the PLEASURE PLEASURE』を開催。このライブは、映画『照和 My Little Town / KAI BAND』の公開を受け、2010年4月に映画の舞台となったライブ喫茶照和で行われたアコースティック・ライブを再現したもの。公演開催中の22日・23日には、シネセゾン渋谷での追加上映が決定し、ライブ観覧後にそのまま映画を観に行けた。このライブの音源は、最終公演5日後の1月28日から、Amazon.co.jpにて配信限定でリリース。
  - 4月2日、NHK BS『デジタルプレミアムライブ 〜がんばろう東北・がんばろう関東〜 J-POPプレミアム』出演。
  - 10月、1日に『MUSIC CITY TENJIN 2011』、9日に石巻専修大学大学祭『2011石鳳祭』に甲斐よしひろと連名でイベントに参加。
- 2012年
  - 8月12日、奈良県・薬師寺にて、『KAI BAND"スウィートテンプル・ムーン・ライブ"』と題した野外ライブを開催。ワンマンでの野外ライブは1983年の『THE BIG GIG』以来、約29年ぶり。ライブ中、年内に『安奈』のリメイクシングルとニューアルバムがリリース予定だと発表。この模様はNHK-BSプレミアムにて、同月30日に放映された。
  - 11月21日、12年ぶりのシングル『安奈-2012-』をアイビーレコードより発売。
  - 12月29日、幕張メッセで開催された『COUNTDOWN JAPAN12/13』に出演。COSMO STAGEにて、16:30 - 17:00に6曲を演奏。
- 2013年
  - 1月、1996年以来16年ぶり2枚目のセルフカバー・アルバム『ROCKS』を発売。それを記念して1月7日、東京・渋谷区の代官山蔦屋書店でインストアライブが行われた。甲斐バンドとしてのインストアイベントは2001年以来であり、約100人のファンが参加。1月12日からは7カ所8公演で『甲斐バンド「ROCKS」ツアー2013』と題した約3年ぶりのツアーを開催。
  - 4月7日、甲斐の還暦を記念してバースデイライブ『ROLLING BIRTHDAY 60』をTOKYO DOME CITY HALL（旧:JCBホール）にて、甲斐バンドとして開催。また9日には、FM沖縄「For PM」主催の『2013 For PM フォークの日 リスナーの集いライブ』に出演。
  - 9月28日、翌年の結成40周年の記念企画として、ファンが選ぶセルフカバーアルバム収録曲の人気投票を10月15日までネット上で開催。9月末から約2週間で約7600票が集まった。

### デビュー40周年〜現在
- 2014年
  - 2月26日、結成40周年企画として昨年発表されたセルフカバー・アルバム『ROCKS』の続編として『ROCKSII』を発売。
  - 3月22日、福岡サンパレスホテル&ホールにて開催の『JAバンク福岡presents KBCオールナイトニッポンコンサート』に出演。
  - 7月6日 -8月30日 、11カ所12公演で『甲斐バンド 40th Anniversary tour 2014』と題した約1年半ぶりのツアーを開催。会場では来場者全員に新曲3曲が収録された「KAI BAND 40th ANNIVERSARY マキシシングル」（収録曲：Blood in the Street/ランナウェイ・ブルース/黄昏に消えた）が贈呈された。ツアー最終日には、36年ぶりに日比谷野外音楽堂にて公演を行なった。
  - 9月19日、『オールナイトニッポンコンサート2014〜スペシャルアコースティックNight〜』（会場：福井フェニックスプラザ）に泉谷しげると共に出演。
  - 10月、テレビ東京系「新・刑事吉永誠一」の主題歌に、『甲斐バンド 40th Anniversary tour 2014』で配布された「KAI BAND 40th ANNIVERSARY マキシシングル」に収録の新曲「Blood in the Street」が使われたほか、甲斐が同ドラマの第2話に出演。61歳にして俳優デビューを果たす。
  - 11月15日、甲斐バンド40th Anniversary FINAL「甲斐バンド シンフォニー」を東京国際フォーラム・ホールAにて開催。藤原いくろう指揮する60名の東京ニューシティ管弦楽団と共演したこの模様は、WOWOWにて生中継された。
  - 11月26日、デビュー40周年の締めくくりとして、「KAI BAND 40th ANNIVERSARY マキシシングル」中の新曲から「Blood in the Street」と「黄昏に消えた」を収録した40th Anniversary CD『Blood in the Street/甲斐バンド 40th Anniversary tour in 日比谷野音』をキングレコードより発売。Disc.1がシングル、Disc.2がライブアルバムの2枚組という変則的な形態となっている。
  - 12月10日、文化放送メディアプラスホールにて40th Anniversary CD『Blood in the Street/甲斐バンド 40th Anniversary tour in 日比谷野音』リリース記念イベントを開催。
- 2015年
  - 2月28日、全国14劇場にて、甲斐バンドの楽曲をモチーフにした短編映画集『破れたハートを売り物に』上映&甲斐バンド生ライブ（お台場シネマメディアージュ、他13劇場に同時中継）開催。この短編映画は同年1月21日から2月10日までの期間で通販限定にてDVD-BOXも発売された。
  - 前年11カ所12公演で開催された『甲斐バンド 40th Anniversary tour 2014』と題したツアーの最終日の日比谷野音でのライブの模様を完全ノーカットで収録した2枚組DVD『Complete 日比谷野音LIVE』を発売（3月にファンクラブ会員向け先行発売、のちに8月よりAmazon限定で一般発売）。
- 2016年
  - 6月29日、8枚組BOX SET・KAI BAND＆KAI YOSHIHIRO『THE NEW YORK BOX』がユニバーサルJより発売。
  - 8月7日、『THE BIG GIG AGAIN 2016』を日比谷野外大音楽堂にて開催。33年前の1983年の同日に行われた「THE BIG GIG」と同一セットリストの再現ライブとして行われた（WOWOWでの生中継有り）。
- 2017年
  - 7月26日、『甲斐バンド・ストーリーII』以来10年ぶりのベスト・アルバムとして、『Best of Rock Set「かりそめのスウィング」』をユニバーサルJよりリリース。9月23日から始まる“KAI BAND TOUR「かりそめのスウィング」2017”のセットリストと同内容の曲目を収録。
  - KAI BAND かりそめのスウィングツアー2017を、9月23日埼玉・戸田 ‐ 12月3日TOKYO DOME CITY HALLにかけて全国9会場にて開催。
- 2019年
  - 6月26日、7月6日からスタートする“CIRCUS & CIRCUS 2019”ツアーにあわせて、そのセットリストと同じ曲目をコンパイルした『サーカス＆サーカス2019』発売。過去の様々なライブ音源からベストテイクをセレクトし、最新リマスタリングを施したライブ・ベストアルバム。初回限定盤は、未CD化のボーナス音源6曲を追加収録。
  - 原点回帰した ライブハウスツアー、45th Anniversary KAI BAND TOUR「CIRCUS＆CIRCUS 2019」を7月6日広島 - 8月12日クラブチッタ川崎まで全国9会場で開催。
  - 10月16日、KAI BAND『HEROES -45th ANNIVERSARY BEST-』をリリース。甲斐バンドのデビュー45周年を記念する最新リマスター・ベスト。新たにレコーディングされた「らせん階段」「ティーンエイジ・ラスト」、リミックスされた「三つ数えろ」の他、10月26日からスタートする全国ホールツアーのセットリスト通りの22曲を収録。マスタリングは英メトロポリス・スタジオのジョン・デイヴィスが担当。
  - 45周年のホールツアーとして秋に、KAI BAND 45th Anniversary Tour HEROES 2019を開催。10月26日埼玉・川口 - 翌年1月16日東京・NHKホールまでの11会場。
- 2021年
  - 7月10日、45周年の締めくくりとして、野外ライブ『KAI BAND 45th+1 Anniversary FINAL 100万＄ナイトin横浜赤レンガ倉庫』を開催した。WOWOWライブでも生中継された。このライブはコロナ禍により1年延期されていたライブである。
  - 12月25日、甲斐バンド、初のディナーショー『KAI BAND Christmas Dinner Show 2021 in HITEN - SHOW MUST GO ON』を新高輪プリンスホテル 大宴会場 「飛天」にて開催。
- 2024年
  - 11月、甲斐バンド結成50周年を迎える。これを記念しWOWOWにて「甲斐バンド 50周年記念 WOWOWスペシャルイヤー」と題した特集企画が組まれ、2024年11月から2025年11月にかけて、ライブ映像やインタビュー番組などのスペシャルプログラムを放送する[4]。
- 2025年
  - 6月、前作から16年ぶりのオリジナルアルバム『ノワール・ミッドナイト』を発売予定。未発表だった大森の遺作曲「RING」（インストゥルメンタル）が収録予定[5]。

## 再結成と解散・活動休止
甲斐バンドは再結成と解散・活動休止が多く繰り返されている。中には公言せずにいつの間にか活動休止になっている場合もあり、はっきり"解散"と公言したのは事実上、最初の解散と2008年から2009年にかけて行われたファイナルツアー後の2回である。
- 1974年 - 86年：デビュー〜解散。
- 1996年：解散から10年目という年に期間限定で復活。
- 1999年 - 2001年：本格的活動再開。シングル3部作と2001年には15年ぶりのオリジナルアルバムと全国ツアーを施行。当時、解散はしないと言いつつ、それ以降しばらく活動休止状態になる。
- 2007年：オリジナル＆ライヴ・アルバムの紙ジャケットリマスター盤再発を祝し、一夜限りのギグを敢行。
- 2008年 - 2009年：2007年のプレミアムライヴのアンコールを受け、ファイナルツアーを敢行。メンバーが欠けてしまったことも含め、解散を宣言。
- 2009年 - ：デビュー35周年に突入。それを祝して甲斐バンドの活動を再開。以降、甲斐のソロと並行しながら活動は続行されている。

## ライヴ
日本におけるロックバンドのパイオニアとして、180万枚を超える大ヒット曲『HERO(ヒーローになる時、それは今)』をはじめ、記録と記憶に残る数々の代表曲を生み出し、ライブにおいても前例の無い新たな舞台を果敢に開拓してきた。
1981年に、日本で初めてラグビー場（花園ラグビー場）でライブを行った。
1982年、東京の品川プリンスホテル・ゴールドホールの会場を貸し切りにして、約6000人を動員した日本初のスタンディングコンサートも行う。
1986年には当時最大となる日本武道館5日間公演を行い解散した。
2008年秋からは、「BEATNIK TOUR 2001」以来7年ぶりとなるツアーを「最後の全国ツアー」と銘打って行い、2009年2月7日の日本武道館ライブを最後に、再び活動を停止した。しかし5か月後に、5度目の再結成と35周年記念ツアーの開催を発表し、8年ぶりのオリジナル・アルバム『目線を上げろ』をリリース。同時に全国ツアーをスタート。以降、甲斐よしひろのソロ活動と並行して、定期的に活動している。
2019年に45周年ツアーを行い、2020年7月12日に締めくくりとなる野外ライブ『KAI BAND 45th Anniversary FINAL 100万＄ナイトin横浜赤レンガ倉庫』を予定していたが、コロナ禍の影響で2021年7月10日に延期された。野外ライブは2016年の『THE BIG GIG AGAIN 2016』以来となった。

## ディスコグラフィー

### シングル
|                            | 発売日            | タイトル                                 | 形態              | 最高位            |
| 東芝EMI / EXPRESS          | 東芝EMI / EXPRESS | 東芝EMI / EXPRESS                        | 東芝EMI / EXPRESS | 東芝EMI / EXPRESS |
| -------------------------- | ----------------- | ---------------------------------------- | ----------------- | ----------------- |
| 1st                        | 1974年11月4日     | バス通り                                 | EP                | 65位              |
| 2nd                        | 1975年6月5日      | 裏切りの街角                             | EP                | 7位               |
| 3rd                        | 1975年10月20日    | かりそめのスウィング                     | EP                | 44位              |
| 4th                        | 1976年4月5日      | ダニーボーイに耳をふさいで               | EP                | 85位              |
| 5th                        | 1976年8月3日      | 男と女のいる舗道                         | EP                | 76位              |
| 6th                        | 1976年12月20日    | テレフォン・ノイローゼ                   | EP                | 115位             |
| 7th                        | 1977年5月5日      | 氷のくちびる                             | EP                | 69位              |
| 8th                        | 1977年9月5日      | そばかすの天使                           | EP                | 61位              |
| 9th                        | 1978年2月20日     | 吟遊詩人の唄                             | EP                | 98位              |
| 10th                       | 1978年8月2日      | LADY                                     | EP                | 94位              |
| 11th                       | 1978年12月20日    | HERO（ヒーローになる時、それは今）       | EP                | 1位               |
| 12th                       | 1979年5月5日      | 感触                                     | EP                | 13位              |
| 13th                       | 1979年10月5日     | 安奈                                     | EP                | 4位               |
| 14th                       | 1980年3月20日     | ビューティフル・エネルギー               | EP                | 9位               |
| 15th                       | 1980年7月20日     | 漂泊者                                   | EP                | 14位              |
| 16th                       | 1980年10月21日    | 天使                                     | EP                | 37位              |
| 17th                       | 1980年12月21日    | 地下室のメロディー                       | EP                | 75位              |
| 18th                       | 1981年4月21日     | 暁の終列車                               | EP                | 35位              |
| 19th                       | 1981年9月21日     | 破れたハートを売り物に                   | EP                | 50位              |
| 20th                       | 1982年5月1日      | 無法者の愛                               | EP                | 53位              |
| 21st                       | 1982年9月21日     | BLUE LETTER                              | EP                | 39位              |
| 22nd                       | 1982年12月21日    | ナイト・ウェイブ                         | 12inch/CD         | -                 |
| 23rd                       | 1983年5月21日     | シーズン                                 | EP                | 23位              |
| 24th                       | 1983年9月1日      | GOLD                                     | EP                | -                 |
| 25th                       | 1983年11月1日     | 東京の一夜                               | EP                | 53位              |
| ファンハウス / EXPRESS     |                   |                                          |                   |                   |
| 26th                       | 1984年7月17日     | フェアリー（完全犯罪）                   | EP                | 34位              |
| ファンハウス               |                   |                                          |                   |                   |
| 27th                       | 1984年12月1日     | 野獣 -A WILD BEAST-                      | EP                | 53位              |
| 28th                       | 1984年12月21日    | 野獣                                     | 12inch            | 56位              |
| 29th                       | 1985年2月1日      | 冷血                                     | EP                | 43位              |
| 30th                       | 1985年6月1日      | ラヴ・マイナス・ゼロ                     | EP                | 88位              |
| 東芝EMI / EXPRESS          |                   |                                          |                   |                   |
| 再発                       | 1985年12月1日     | フェアリー（完全犯罪）                   | EP                | -                 |
| 32nd                       | 1986年3月1日      | レイニー・ドライヴ                       | EP                | 47位              |
| 33rd                       | 1986年5月1日      | メガロポリス・ノクターン                 | 12inch            | 28位              |
| 再発                       | 1986年7月23日     | メガロポリス・ノクターン                 | EP/CD             | 52位              |
| 東芝EMI / EASTWORLD        |                   |                                          |                   |                   |
| 35th                       | 1988年7月6日      | ちんぴら                                 | EP/CD             | 79位              |
| 東芝EMI / EXPRESS          |                   |                                          |                   |                   |
| 36th                       | 1996年9月19日     | ティーンエイジ・ラスト                   | CD                | 70位              |
| イーストウェスト・ジャパン |                   |                                          |                   |                   |
| 37th                       | 1999年12月10日    | トレーラー・ハウスで                     | CD                | 75位              |
| 38th                       | 2000年2月23日     | 白いブランケット                         | CD                | 76位              |
| 38th                       | 2000年7月26日     | 甘いKissをしようぜ                       | CD                | 87位              |
| IVY Records                |                   |                                          |                   |                   |
| 39th                       | 2012年11月21日    | 安奈-2012-                               | CD                | 89位              |
| キングレコード             |                   |                                          |                   |                   |
| -                          | 2014年7月6日      | KAI BAND 40th ANNIVERSARY マキシシングル | CD                | -                 |

### アルバム

#### オリジナル・アルバム
|                                     | 発売日            | タイトル                                            | 形態                        | 順位              |
| 東芝EMI / EXPRESS                   | 東芝EMI / EXPRESS | 東芝EMI / EXPRESS                                   | 東芝EMI / EXPRESS           | 東芝EMI / EXPRESS |
| ----------------------------------- | ----------------- | --------------------------------------------------- | --------------------------- | ----------------- |
| 1st                                 | 1974年12月20日    | らいむらいと                                        | LP/CD                       | -                 |
| 2nd                                 | 1975年11月5日     | 英雄と悪漢                                          | LP/CD                       | 20位              |
| 3rd                                 | 1976年10月5日     | ガラスの動物園                                      | LP/CD                       | 27位              |
| 4th                                 | 1977年10月5日     | この夜にさよなら                                    | LP/CD                       | 14位              |
| 5th                                 | 1978年10月5日     | 誘惑                                                | LP/CD                       | 14位              |
| 6th                                 | 1979年10月5日     | マイ・ジェネレーション                              | LP/CD                       | 2位               |
| 7th                                 | 1980年10月5日     | 地下室のメロディー                                  | LP/CD                       | 3位               |
| 8th                                 | 1981年11月1日     | 破れたハートを売り物に                              | LP/CD                       | 3位               |
| 9th                                 | 1982年11月1日     | 虜-TORIKO-                                          | LP/CD                       | 2位               |
| 10th                                | 1983年7月21日     | GOLD/黄金                                           | LP/CD                       | 8位               |
| ファンハウス                        |                   |                                                     |                             |                   |
| 11th                                | 1985年3月1日      | ラヴ・マイナス・ゼロ                                | LP/CD                       | 3位               |
| 東芝EMI / EXPRESS                   |                   |                                                     |                             |                   |
| 12th                                | 1986年3月5日      | REPEAT & FADE                                       | 12inch（4枚組）/CD（2枚組） | 4位               |
| イーストウェスト・ジャパン          |                   |                                                     |                             |                   |
| 13th                                | 2001年6月6日      | 夏の轍                                              | CD                          | 44位              |
| EMIミュージック・ジャパン / EXPRESS |                   |                                                     |                             |                   |
| 14th                                | 2009年10月21日    | 目線を上げろ ＜甲斐バンド sometimes KAI YOSHIHIRO＞ | CD・DVD（初回盤）           | 24位              |
| avex                                |                   |                                                     |                             |                   |
| 15th                                | 2025年6月11日     | ノワール・ミッドナイト                              | CD・DVD（初回盤）           | 12位              |

#### ベスト・アルバム
|                                     | 発売日            | タイトル                                                       | 形態                           | 順位              |
| 東芝EMI / EXPRESS                   | 東芝EMI / EXPRESS | 東芝EMI / EXPRESS                                              | 東芝EMI / EXPRESS              | 東芝EMI / EXPRESS |
| ----------------------------------- | ----------------- | -------------------------------------------------------------- | ------------------------------ | ----------------- |
| BEST                                | 1979年3月5日      | 甲斐バンド・ストーリー                                         | LP/CD                          | 1位               |
| BEST                                | 1985年9月28日     | Here We Come the (3→)4 Sounds                                  | LP/CD                          | 11位              |
| SINGLE BEST                         | 1990年12月19日    | +（プラス）〜シングル・コレクション Vol.1                      | CD                             | 30位              |
| SINGLE BEST                         | 1990年12月19日    | -（マイナス）〜シングル・コレクション Vol.2                    | CD                             | 34位              |
| SINGLE BEST                         | 2000年6月7日      | Singles                                                        | CD                             | 135位             |
| SINGLE BEST                         | 2000年12月6日     | Singles II ＜甲斐バンド to 甲斐よしひろ＞                      | CD                             | -                 |
| BEST                                | 2004年10月20日    | ALIVE (KAI 30th Anniversary BEST) ＜甲斐バンド－甲斐よしひろ＞ | CD                             | 117位             |
| EMIミュージック・ジャパン / EXPRESS |                   |                                                                |                                |                   |
| REMIX BEST                          | 2007年12月12日    | 甲斐バンド・ストーリーII                                       | CD                             | 59位              |
| BALLAD BEST                         | 2009年12月9日     | ロッカ・バラード                                               | CD                             | 44位              |
| ユニバーサルミュージック            |                   |                                                                |                                |                   |
| BEST                                | 2017年7月26日     | Best of Rock Set「かりそめのスウィング」                       | CD（2枚組）+DVD （初回限定盤） | 20位              |
| BEST                                | 2017年7月26日     | Best of Rock Set「かりそめのスウィング」                       | CD（2枚組） （通常盤）         | 20位              |
| BEST                                | 2019年10月16日    | HEROES -45th ANNIVERSARY BEST-                                 | CD（2枚組）+DVD （初回限定盤） | 21位              |
| BEST                                | 2019年10月16日    | HEROES -45th ANNIVERSARY BEST-                                 | CD（2枚組） （通常盤）         | 21位              |

#### セルフカバー・アルバム
|                   | 発売日            | タイトル          | 形態              | 順位              |
| 東芝EMI / EXPRESS | 東芝EMI / EXPRESS | 東芝EMI / EXPRESS | 東芝EMI / EXPRESS | 東芝EMI / EXPRESS |
| ----------------- | ----------------- | ----------------- | ----------------- | ----------------- |
| 1st               | 1996年7月24日     | Big Night         | CD                | 22位              |
| IVY Records       |                   |                   |                   |                   |
| 2nd               | 2013年1月9日      | ROCKS             | CD・DVD（初回盤） | 16位              |
| 3rd               | 2014年2月26日     | ROCKSII           | CD・DVD（初回盤） | 27位              |

#### 企画盤
|                                     | 発売日         | タイトル                                                           | 形態                           | 順位         |
| ファンハウス                        | ファンハウス   | ファンハウス                                                       | ファンハウス                   | ファンハウス |
| ----------------------------------- | -------------- | ------------------------------------------------------------------ | ------------------------------ | ------------ |
| TV Mix                              | 1985年7月20日  | LOVE MINUS VOICE                                                   | LP/CD                          | 41位         |
| 東芝EMI / EXPRESS                   |                |                                                                    |                                |              |
| 編集盤                              | 1986年11月21日 | ポイズン80's                                                       | CD                             | 10位         |
| 東芝EMI / EASTWORLD                 |                |                                                                    |                                |              |
| 編集盤                              | 1987年11月5日  | コンプリート REPEAT & FADE ＜甲斐よしひろ with 甲斐バンド＞        | LP/CD                          | 18位         |
| 東芝EMI / EXPRESS                   |                |                                                                    |                                |              |
| 通販限定                            | 1993年1月1日   | HERO (Kai-Band Best Selection)                                     | CD                             | -            |
| EMIミュージック・ジャパン / EXPRESS |                |                                                                    |                                |              |
| 再編盤                              | 2007年12月12日 | REPEAT & FADE “Ultimate”                                           | CD（2枚組）                    | -            |
| キングレコード                      |                |                                                                    |                                |              |
| 記念盤                              | 2014年11月26日 | Blood in the Street/甲斐バンド 40th Anniversary tour in 日比谷野音 | CD（2枚組）                    | 41位         |
| ユニバーサルミュージック            |                |                                                                    |                                |              |
| BOX                                 | 2016年6月29日  | KAI BAND & KAI YOSHIHIRO THE NEW YORK BOX                          | CD（7枚組）+DVD                | 72位         |
| BOX                                 | 2024年10月9日  | KAI BAND STORY BOX Lonely Heroines & Broken Heroes                 | CD（3枚組）+ アナログ（2枚組） | 39位         |

#### ライヴ・アルバム
|                            | 発売日            | タイトル                      | 形態                        | 順位              |
| 東芝EMI / EXPRESS          | 東芝EMI / EXPRESS | 東芝EMI / EXPRESS             | 東芝EMI / EXPRESS           | 東芝EMI / EXPRESS |
| -------------------------- | ----------------- | ----------------------------- | --------------------------- | ----------------- |
| 1st                        | 1978年3月5日      | サーカス&サーカス             | LP/CD                       | 10位              |
| 2nd                        | 1980年3月5日      | 100万$ナイト                  | LP（2枚組）＋EP/CD（2枚組） | 4位               |
| 3rd                        | 1981年6月5日      | 流民の歌                      | LP（3枚組）/CD（2枚組）     | 9位               |
| 4th                        | 1983年11月21日    | THE BIG GIG                   | LP（2枚組）/CD（2枚組）     | 11位              |
| 5th                        | 1986年7月31日     | THE 甲斐バンド                | LP＋EP/CD                   | 4位               |
| 6th                        | 1989年6月29日     | シークレット・ギグ            | LP/CD                       | 31位              |
| イーストウェスト・ジャパン |                   |                               |                             |                   |
| 7th                        | 2001年9月27日     | THE BATTLE OF NHK HALL        | CD（2枚組）                 | 75位              |
| ユーキャン                 |                   |                               |                             |                   |
| 通販                       | 2005年6月1日      | 熱狂/ステージ                 | CD-BOX（10枚組）            | -                 |
| BEAT VISION / KAI OFFICE   |                   |                               |                             |                   |
| 8th                        | 2010年7月15日     | マイ・リトル・タウン          | CD（3枚組）                 | -                 |
| 配信                       | 2011年1月28日     | LIVE at the PLEASURE PLEASURE | 配信                        | -                 |
| ユニバーサルミュージック   |                   |                               |                             |                   |
| 9th                        | 2019年6月26日     | サーカス&サーカス2019         | CD（2枚組）                 | 31位              |

### 映像
| 発売日                              | タイトル                                          | 形態               |                   |                   |
| 東芝EMI / EXPRESS                   | 東芝EMI / EXPRESS                                 | 東芝EMI / EXPRESS  | 東芝EMI / EXPRESS | 東芝EMI / EXPRESS |
| ----------------------------------- | ------------------------------------------------- | ------------------ | ----------------- | ----------------- |
| 1983年11月21日                      | THE BIG GIG                                       | ビデオ/DVD/Blu-ray |                   |                   |
| 東芝EMI / ファンハウス              |                                                   |                    |                   |                   |
| 1984年10月20日                      | HALF BREED                                        | ビデオ             |                   |                   |
| 東芝EMI / EXPRESS                   |                                                   |                    |                   |                   |
| 1986年12月20日                      | Here We Come the 4 Sounds                         | ビデオ/DVD/Blu-ray |                   |                   |
| 1990年12月12日                      | 甲斐バンド 十二年戦争-栄光の軌跡-                 | ビデオ             |                   |                   |
| 1990年12月12日                      | 甲斐バンド LIVE AT 武道館-完結編                  | ビデオ             |                   |                   |
| 1997年3月19日                       | Big Night                                         | ビデオ/DVD         |                   |                   |
| 2000年5月17日                       | STORY OF US ＜甲斐よしひろ＞                      | ビデオ/DVD         |                   |                   |
| イーストウェスト・ジャパン          |                                                   |                    |                   |                   |
| 2000年11月22日                      | SHARE 甲斐バンド LIVE IN 飛天                     | DVD                |                   |                   |
| 東芝EMI / EXPRESS                   |                                                   |                    |                   |                   |
| 2001年9月27日                       | LAZY HAZY IN THE SUMMER                           | ビデオ/DVD         |                   |                   |
| EMIミュージック・ジャパン / EXPRESS |                                                   |                    |                   |                   |
| 2008年9月26日                       | DIRTY WORK                                        | DVD（2枚組）       |                   |                   |
| 2008年9月26日                       | PV BEST〜無法者の愛〜 ＜甲斐バンド/甲斐よしひろ＞ | DVD                |                   |                   |
| 2009年4月29日                       | NEVER END                                         | DVD（2枚組）       |                   |                   |
| KAI OFFICE                          |                                                   |                    |                   |                   |
| 2010年11月1日                       | KAI DVD-BOXIII Disc.1・2 ＜甲斐よしひろ＞         | DVD-BOX（6枚組）   |                   |                   |
| ハピネット                          |                                                   |                    |                   |                   |
| 2011年6月2日                        | 照和 My Little Town KAI BAND                      | DVD                |                   |                   |
| KAI OFFICE                          |                                                   |                    |                   |                   |
| 2013年5月7日                        | Absolute 薬師寺LIVE                               | DVD＋CD（2枚組）   |                   |                   |
| IVY Records                         |                                                   |                    |                   |                   |
| 2013年9月25日                       | ROLLING BIRTHDAY 60                               | DVD（2枚組）       |                   |                   |
| KAI OFFICE                          |                                                   |                    |                   |                   |
| 2015年8月1日                        | Complete 日比谷野音LIVE                           | DVD（2枚組）       |                   |                   |
| 2016年2月1日                        | KAI BAND SYMPHONY                                 | DVD+2CD            |                   |                   |
| 2018年3月14日                       | THE BIG GIG AGAIN                                 | DVD+2CD            |                   |                   |
| 2019年3月27日                       | TOUR かりそめのスウィング 2017                    | DVD+2CD            |                   |                   |
| 2020年7月1日                        | 坩堝〔RUTSUBO〕                                   | DVD+2CD            |                   |                   |
| 2020年12月23日                      | HEROES2019                                        | 2DVD+2CD           |                   |                   |

### タイアップ曲
| 楽曲                               | タイアップ                                                 |
| ---------------------------------- | ---------------------------------------------------------- |
| HERO（ヒーローになる時、それは今） | 服部時計店 CMソング                                        |
| ビューティフル・エネルギー         | カネボウ化粧品 CMソング                                    |
| 漂泊者（アウトロー）               | フジテレビ系ドラマ『土曜ナナハン学園危機一髪』主題歌       |
| シーズン                           | サントリー『トロピカルカクテル』CMソング                   |
| フェアリー（完全犯罪）             | スズキ・アルト イメージソング                              |
| メガロポリス・ノクターン           | 関西テレビ・フジテレビ系ドラマ『現代恐怖サスペンス』主題歌 |
| Run To Zero                        | TBS系『ワールドカップラグビー』テーマソング                |
| ちんぴら                           | 映画『極道渡世の素敵な面々』挿入歌                         |
| ティーンエイジ・ラスト             | 日本テレビ系『ぐるぐるナインティナイン』エンディングテーマ |
| トレーラー・ハウスで               | フジテレビ系『ウチくる!?』エンディングテーマ               |
| 胸いっぱいの愛 2008                | TBS系『はなまるマーケット』エンディングテーマ              |
| Blood in the Street                | テレビ東京系『新・刑事吉永誠⼀』主題歌                     |

## 映画
- THE KAI BAND MOVIE HERE WE COME THE 4 SOUNDS （1986年）
- 照和 My Little Town/KAI BAND （2010年）

## 関連書籍
- 甲斐バンド・サーカス＆サーカス「ライブ・アングル」写真集（1978年、新興楽譜出版社）
- 1982:BEATNIK [Kai Band] 写真集（1982年、小学館）
- LOVE MINUS ZERO（1985年、書下ろしハードボイルド短篇集、北上次郎 編 北方謙三、船戸与一、大沢在昌 他全9名著、CBSソニー出版）
- ポップコーンをほおばって―Another side of Kai Band（1985年、田家秀樹 著、講談社）
- 甲斐バンド BEATNIK 1981-1986 FOR LONELY HEROINES & BROKEN HEROES（1986年、音楽専科社）
- 愛を叫んだ獣。（1986年、亀和田武 著、白夜書房）
- ポップコーンをほおばって―甲斐バンド・ストーリー（1987年、文庫本版、田家秀樹 著、角川書店）
- 生きることを素晴らしいと思いたい-コンサート・ツアーの12万人（1989年、福音館書店）
- 甲斐バンド写真集 BIG SHOTS 191 DAYS（1996年、ぴあ）
- 甲斐バンド40周年〜嵐の季節〜（2014年、石田伸也 著、ぴあ）
- 甲斐バンド写真集 in the Street（2014年、甲斐オフィス）